# Marta Lambertini
Marta Lambertini   (Buenos Aires, 13 de novembre de 1937 - Buenos Aires, 26 de març de 2019) va ser una compositora argentina.

## Biografia
Va néixer a San Isidro, Buenos Aires, i va estudiar amb Roberto Caamaño, Luis Gianneo i Gerardo Gandini a la Facultat d'Arts i Ciències Musicals de la Universitat Catòlica Argentina, on va graduar-se en composició l'any 1972. Va continuar els seus estudis gràcies a una beca atorgada pel Centre d'Investigacions en Comunicació Masiva, Art i Tecnologia (CICMAT) al Centre d'Investigacions de la Ciutat amb els mestres Francisco Kröpfl, Gerardo Gandini, José Maranzano i Gabriel Brncic.
Després de completar els seus estudis, Lambertini va ensenyar música a l'Escola Nacional de Música i a la Universitat Nacional de La Plata; posteriorment en el Conservatori Nacional de Música, a l'Escola de Belles Arts de Quilmes i a la Facultat de Arts i Ciències Musicals de la Universitat Catòlica Argentina, de la qual també va ser degana. Com a compositora va treballar diversos gèneres: música per a instruments solistes, música de cambra, música orquestral i òperes; un tret característic dels títols de les seves obres és que són al·legòrics i en molts casos tenen un referent literari.
Era membre de l'Acadèmia Nacional de Belles Arts des de 2007 i també de l'Acadèmia de Ciències i Arts de Sant Isidre, va participar com a jurat en diversos concursos nacionals i internacionals. Va rebre premis de la Municipalitat de la Ciutat de Buenos Aires, del Fons Nacional de les Arts (PK), i el Primer Premi Nacional de Música a obres simfòniques.
Marta Lambertini va morir de leucèmia a Buenos Aires el 26 de març de 2019.

## Selecció d'obres

### Obres escèniques
- Alice in Wonderland, opera, amb llibret de Lewis Carrol, 1989[6]
- Hildegard, òpera de càmera, amb llibret d'Elena Vinelli, que reuneix l'abadessa Hildegarda de Bingen, Alma Mahler, Clara Schumann i Fanny Mendelssohn; 2002[9]
- ¡Cenicientaaa..!, òpera, amb llibret de Charles Perrault, 2006[6]

- Alice Through the Looking-Glass, òpera, amb textos de Lewis Carrol, 2015
- Oh, Eternidad! Ossia SMR Bach, òpera

### Obres simfòniques, instrumentals i de cambra
- Quasares for string quartet, 1971

- Galileo descubre las cuatro lunas de Jupiter, per a orquestra, 1985[10]
- Última filmació dels anells de Saturn, per a quatre clarinets, 1991
- Reunión, quintet inspirat en el quartet La caça, de Mozart, 1994[10]
- Humpty Dumpty, obra per a clarinet, 2009[6]

## Premis
- 1969 - 1r Premi de Promocions Musicals per Ad Invocandun Spiritum Sanctum per a cor mixt.
- 1971 - 1r Premi de la Municipalitat de Buenos Aires per Enroque a 7 per a conjunt instrumental.
- 1972 - 1r Premi del Fons Nacional de les Arts per Quasares per a quartet de cordes.
- 1974 - Premi Nacional de Música (Regional 1, 22) per Serenata, per a conjunt instrumental.
- 1975 - 1r Premi del Fons Nacional de les Arts per Tres Poemes d'Octavio Paz per a cant i piano.
- 1976 - Premi Institut Goethe per Espais Interiors II per a conjunt instrumental.
- 1981 - 1r Premi (categoria A) d'Argentina Televisora Color ATC, per L'espasa d'Orión per a orquestra de cambra.[11]